# ملاعلی (هیرمند)
ملاعلی، روستایی در دهستان قرقری بخش قرقری شهرستان هیرمند در استان سیستان و بلوچستان ایران است.

## جمعیت
بر پایه سرشماری عمومی نفوس و مسکن در سال ۱۳۹۵، جمعیت این روستا برابر با ۳۹۴ نفر (۱۲۲ خانوار) بوده‌است.